# Kodifiering (Europeiska unionen)
Kodifiering innebär inom unionsrätten att en ny rättsakt ersätter en tidigare rättsakt och alla dess tillhörande ändringsakter utan att några ändringar sker i sak. Syftet är att skapa mer överskådlig och begriplig lagstiftning, som är enklare att förstå för medborgarna. Kodifiering sker främst med de rättsakter som antas vara av stort intresse för allmänheten.